# Prospero Santacroce

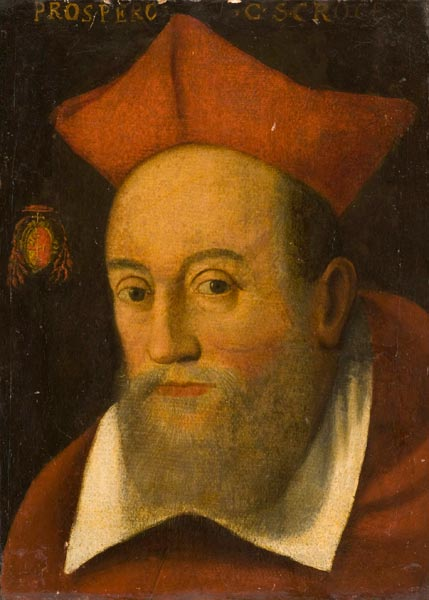
Kardinal Prospero Santacroce

Prospero Pubblicola Santacroce (* 24. September 1514 in Rom; † 2. Oktober 1589 ebenda) war ein italienischer römisch-katholischer Bischof und Kardinal.

## Biografie
Santacroce wurde am 24. September 1514 in Rom als Sohn von Tarquinio Santacroce und Ersilia de’ Massimi geboren. Er war ein Onkel von Kardinal Antonio Santacroce.
Er wurde von der Universität Padua promoviert. Danach kehrte er nach Rom zurück und wurde 1537 Konsistorialjurist. Im Jahr 1538 wurde er Auditor bei Fabio Mignanelli, der damals Nuntius bei Kaiser Karl V. war. Später wurde er Referendar an der Apostolischen Signatur. 1543 wurde er Auditor der Römischen Rota. Im folgenden Jahr war er Auditor von Kardinal Alessandro Farnese, der damals päpstlicher Legat a latere im Heiligen Römischen Reich war. Im Mai 1545 begleitete er den Kardinal auf den Reichstag zu Worms.

Kardinalswappen (modernes Schema)

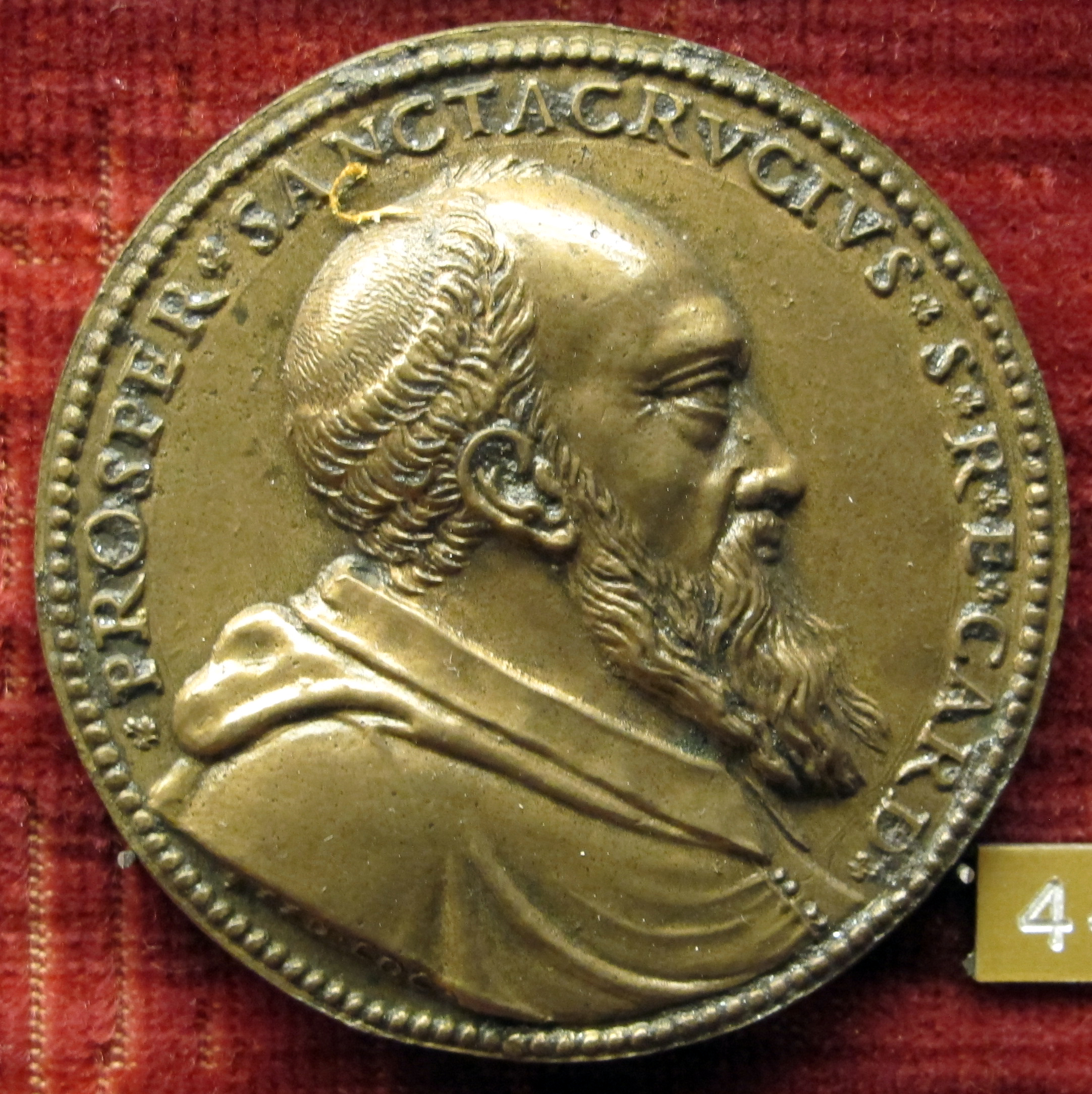
Prospero Kardinal Santacroce (Medaille, 2. Hälfte 16. Jh.)

Am 22. März 1548 wurde er zum Titularbischof von Cisamus erwählt. Vom 5. April 1548 bis zum 25. April 1550 war er Nuntius bei Ferdinand I. In dieser Zeit nahm er am Prager Reichstag teil, wo er sich mit den Hussiten auseinandersetzte. Von 15. Juli 1552 bis 23. Mai 1554 war er Nuntius im Französischen Königreich. Am 2. April 1560 wurde er Gouverneur von Bologna. Im Jahr 1560 war er außerordentlicher Nuntius in Spanien und vom 6. Juli 1560 bis zum 10. Mai 1561 Nuntius im Königreich Portugal. Während seiner Zeit in Portugal baute er als erster Europäer Tabak zum Zweck des Tabakrauchens an; der ursprüngliche Name des Tabaks in der italienischen Sprache lautete daher erba Santacroce. Von 1561 bis 1565 war er erneut Nuntius in Frankreich.
Papst Pius IV. erhob Santacroce im Konsistorium vom 12. März 1565 zum Kardinalpriester. Er nahm jedoch nicht am Konklave von 1565 bis 1566 teil, das Papst Pius V. wählte. Am 8. Februar 1566 erhielt er den roten Hut und die Titelkirche San Girolamo dei Croati.
Am 17. Juni 1566 wurde er Administrator der Diözese Arles. Am 12. April 1570 entschied er sich für die Titelkirche Santa Maria degli Angeli e dei Martiri. Er nahm am Konklave von 1572 teil, an dem Papst Gregor XIII. gewählt wurde. Er legte die Regierung von Cisamus vor dem 10. Dezember 1572 und von Arles vor dem 15. März 1574 nieder. Am 5. Mai 1574 entschied er sich für die Titelkirche Sant'Adriano al Foro (eine Diakonie, die zum Titel pro illa vice erhoben wurde). Vom 9. Januar 1581 bis zum 8. Januar 1582 war er Kämmerer des Heiligen Kardinalskollegiums. Am 4. März 1583 entschied er sich für die Titelkirche San Clemente. Er nahm am Konklave von 1585 teil, in dem Papst Sixtus V. gewählt wurde. Am 2. März 1589 wurde der Kardinal vom Papst in die Kardinalsklasse der Kardinalbischöfe erhoben und erhielt den Suburbikarischen Sitz von Albano.
Am 2. Oktober 1589 starb er in Rom. Er wurde in der Basilika Santa Maria Maggiore beigesetzt. Seine sterblichen Überreste wurden später in die Kirche Santa Maria in Publicolis überführt.